# ふられた気持
「ふられた気持」（ふられたきもち、You've Lost That Lovin' Feelin'）は、ライチャス・ブラザーズのシングル。

## 概要
作詞・作曲はバリー・マン、シンシア・ワイル、フィル・スペクター。
BMI調べによる「20世紀にアメリカのテレビやラジオで最もオンエアされた100曲」のランキングでは、800万回以上のオンエアで1位にランクインされた。

## 採用作品
トップガン (映画)

## カバー
- ウェストライフ
- シラ・ブラック
- グラディス・ナイト&ザ・ピップス
- エルヴィス・プレスリー
- ダリル・ホール&ジョン・オーツ
- ザ・ファーム
- 石川晶と彼のグループ
- 大西順子
- 近藤房之助